# Heron Parc
Pour le parc de la ville, voir Parc du Héron.
Heron Parc est un centre commercial situé sur les communes de Villeneuve-d'Ascq et de Lezennes. Il a ouvert en 2009, à côté du centre commercial V2. Le centre est notamment équipé de douze salles de cinéma (UGC), de douze restaurants et de 13 000 m2 de surface commerciale (Darty, Cultura, La Grande Récré).

## Histoire
Ce projet a été évoqué dès 1991, en 1997.
Le 11 janvier 1999, la commission départementale d’équipement commercial donne un avis favorable à l’implantation d’un complexe de loisirs dans le quartier de l’Hôtel-de-Ville, comprenant notamment un cinéma multiplex de 1 500 places ; l'ouverture est prévue au printemps 2000.
En 1999, le chantier du projet cinématographique du groupe Heron International démarre mais sera rapidement arrêté. Il prévoyait 10 salles de cinéma, des restaurants, des cafés et des équipements de loisirs.
Finalement le projet a été relancé en 2007.
Une inauguration symbolique est organisée le 23 mars 2009.
Au début de l'été 2009 commencent à ouvrir les premiers restaurants et grands magasins. En novembre 2009 est inauguré le complexe cinématographique.

## Architecture
L'architecte du projet est le cabinet Paindavoine Parmentier de Villeneuve d'Ascq. Le paysagiste est l'agence Epure de Villeneuve d'Ascq (déménagée depuis à Roubaix).

## Composition
Quelques exemples d'enseignes présentes : 

### Loisirs

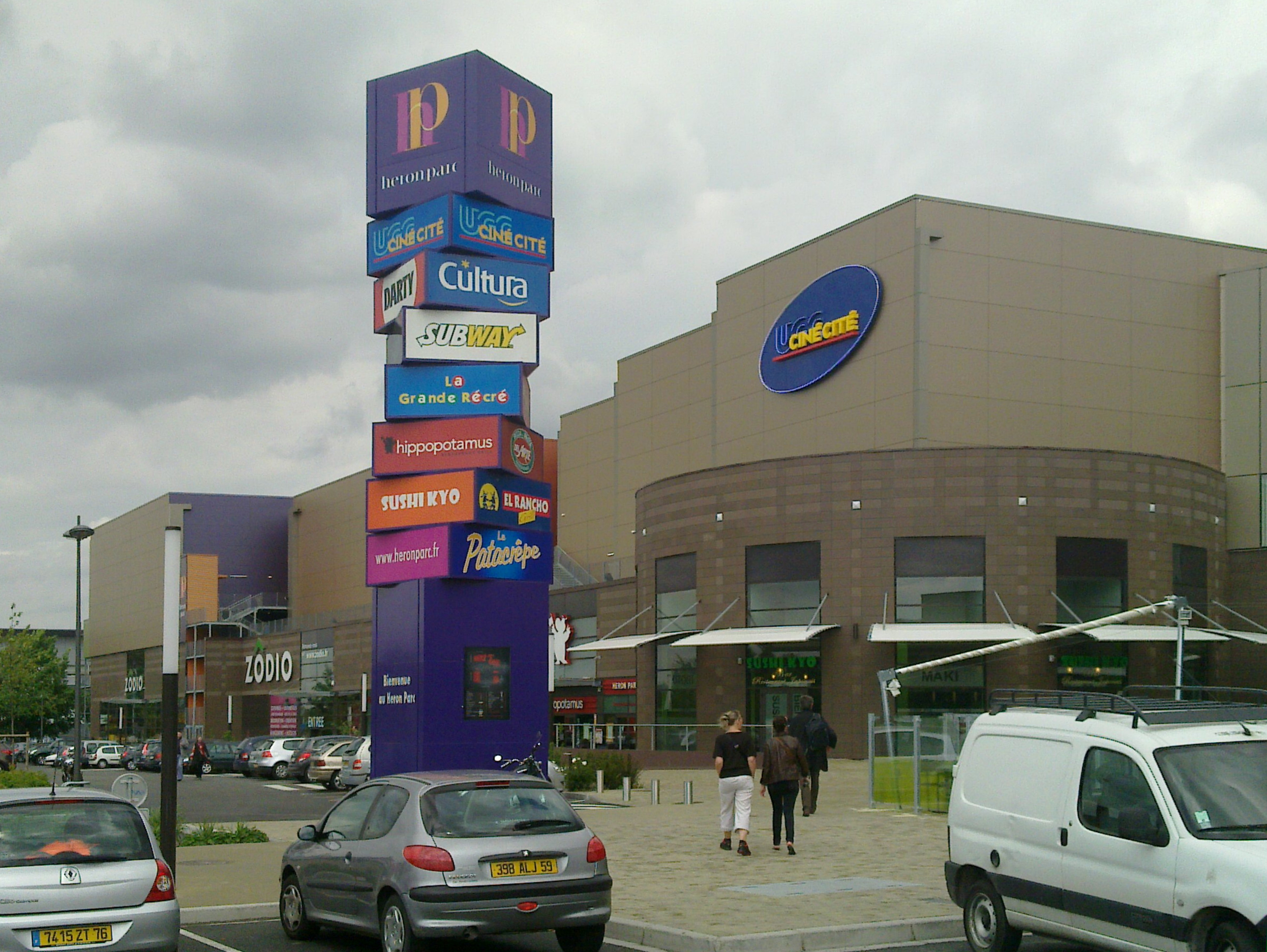
Le complexe UGC

- UGC Ciné Cité
- Laser Game

### Magasins
- Darty
- Cultura, sur une surface commerciale de 2 500 m2.
- Go Sport, fermé début 2015. Remplacé par GEMO et BBG en octobre de la même année.
- La Grande Récré
- Surcouf (fermeture définitive le 30 novembre 2012; liquidation judiciaire[4])
- Orchestra-Prémaman (en lieu et place de l'ancien Surcouf [5])
- Nike factory (magasin d'usine Nike, ouvert depuis octobre 2014 [6])
- Zodio

### Bar & Restaurants
- KFC
- Courtepaille
- Memphis Coffee [7]
- Del Arte